# Kiko Veneno
Kiko Veneno, de son vrai nom José María López Sanfeliu, né à Figueras, Gérone, en 1952, est un musicien espagnol.

## Biographie

### Jeunesse et débuts
Fils de militaire et paysan, José est né à Figueras, et a déménagé avec sa famille à Cadix. Sa famille déménage à Séville lorsqu'il a neuf ans, où il vit depuis lors. Il a étudié la philosophie et la littérature et voyagé à travers l'Europe et les États-Unis, où il a assisté à des concerts d'artistes tels que Frank Zappa et Bob Dylan, mais il a curieusement découvert ou redécouvert le flamenco. Comme il l'a lui-même commenté dans plusieurs interviews, il s'est fait connaître en Espagne avec un album produit par un anglais, Joe Dworniak, enregistré à Londres.
Avec cet album, Kiko Veneno commence à vivre de la musique après avoir milité pendant 15 ans en Espagne pour faire reconnaître la musique comme terrain professionnel. En 1975, lors d'une réunion qui allait changer sa vie, il rencontre les frères Rafael et Raimundo Amador, avec qui il forme le groupe Veneno. En 1977, ils publient l'album éponyme produit par Ricardo Pachón. Bien qu'il n'ait pas eu de grande répercussion à cette période, il est considéré, depuis, comme un disque fondamental de la musique espagnole,,,.
En 1979, il collabore à l'album La Leyenda del tiempo de Camarón de la Isla. La contribution du jeune Veneno au résultat final de cet album est vitale, car elle représente un changement. Paco de Lucía parcourait le monde seul et Camarón signait Tomatito, très jeune et jusque-là inconnu. À cette période, Ricardo commence à réfléchir à la question, et Kiko dit : « Pourquoi ne pas prendre des vers de Lorca, même s'ils proviennent de poèmes différents et donner à sa poésie les airs de flamenco qu'il réclame? » Kiko est surtout reconnu pour être l'auteur de Volando voy, bien qu'il ait également participé à d'autres chansons sur l'album : Mi niña se fue a la mar, Viejo Mundo et Homenaje a Federico.
En 1992, il intègre les rangs du label BMG-Ariola et entame une nouvelle étape dans sa carrière, peut-être la plus réussie, avec la publication des albums Échate un cantecito,,, et Está muy bien eso del cariño (1995), tous deux produits par Joe Dworniak. Le premier, avec le soutien décisif de Santiago Auserón, sort Kiko de son anonymat grâce à des chansons telles que Echo de menos, Lobo López, Joselito et En un Mercedes blanco. En soutien à l'album, il effectue la tournée Kiko Veneno y Juan Perro vienen dando el cante qui fait également participer, entre autres, Raimundo Amador et Luis Auserón.

### Après BMG-Ariola
Après trois autres albums (Punta paloma (1997), Puro veneno (1998) et La Familia Pollo en 2000), Kiko précipite la fin de son contrat avec Ariola (il affirmera plus tard que le label l'a empêché de faire plus d'albums de la qualité d' Échate un cantecito) et décide qu'à partir de ce moment tous ses albums seraient édités et commercialisés par lui-même, à la fois par distribution traditionnelle, tirant parti des opportunités offertes par Internet, à travers son label Elemúsica. Le premier album du genre s'intitule Gira mundial (2002), enregistré avec Pepe Begines (No me pises que llevo chanclas). Il est l'un de ses premiers albums totalement auto-produits et proposés à la vente web en Espagne. Plus tard, il réalise la production, avec Charlie Cepeda, producteur de Las Niñas et musicien associé régulier de Kiko, du premier album solo de Pepe Begines, Mi propia película.
En septembre 2005, il publie El Hombre invisible, après presque deux ans d'enregistrement. Dans cet album se démarque la participation de Jackson Browne sur le morceau Hoy no, en hommage à Lennon y al pacifismo ; Jorge Drexler sur Inspiración, et Raimundo Amador sur Satisfacción. En 2006, il forme le groupe G5 avec Tomasito, Muchachito (Jairo Perera, Muchachito Bombo Infierno) et les deux membres de Los Delinqüentes (Ratón et Canijo). Son premier album est réalisé en séances dispersées mais concentrées. En 2009, il reçoit la Médaille d'or du mérite des beaux-arts par le Ministère de l'Éducation, de la Culture et des Sports.

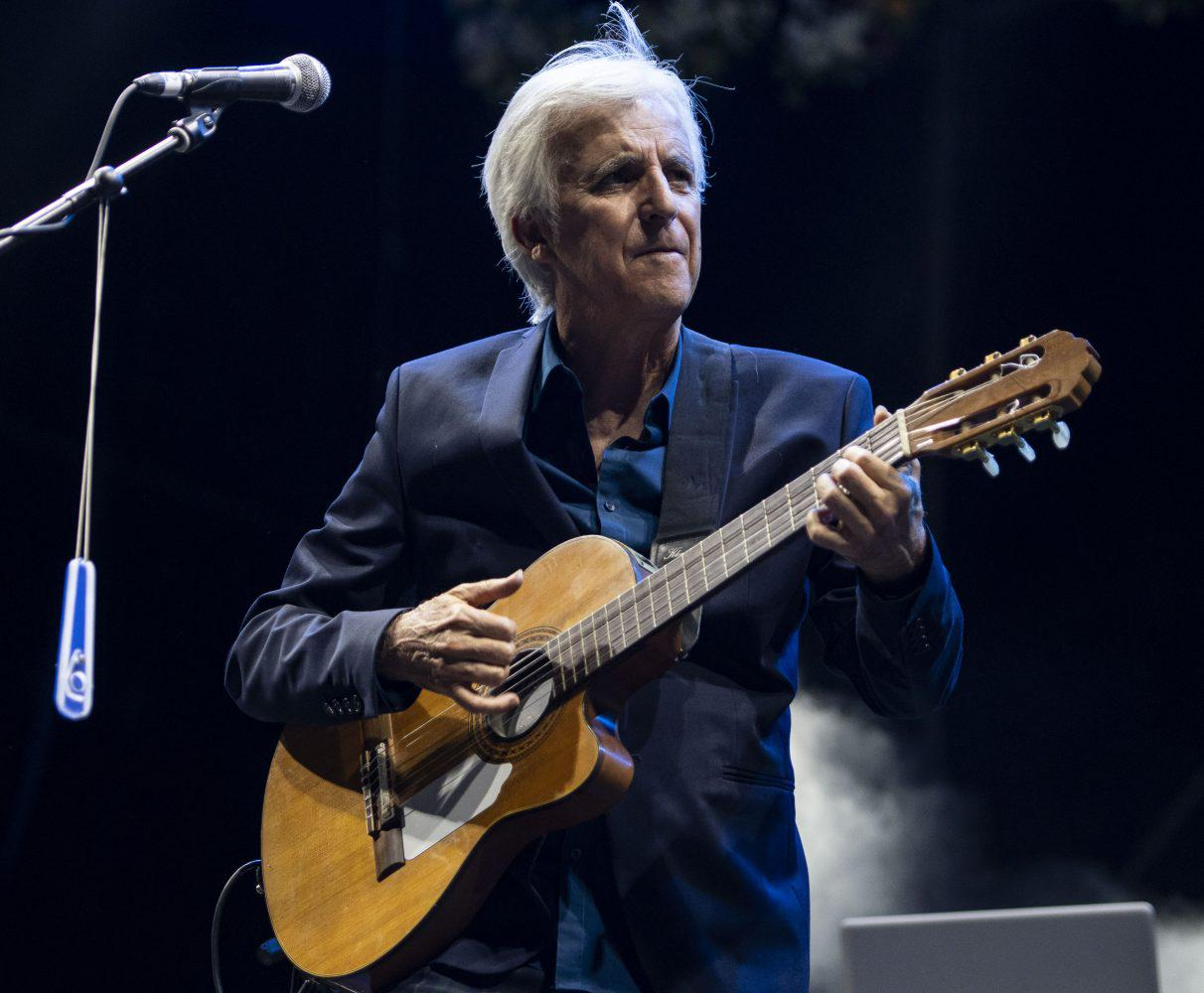
Kiko Veneno (2019).

En septembre 2010 sort son album Dice la gente au label Warner Music,,. Il est enregistré au cours de l'année précédente aux Estudios Pocos de Séville, et produit par Kiko Veneno, avec l'aide de son technicien Jacobo Fernández et Pablo Sánchez comme assistant. Encore une fois, il se tourne vers Joe Dworniak, mais pour le mixage. La même année, Kiko reçoit la médaille du mérite des beaux-arts, un titre honorifique.
En 2013 sort son album Sensación térmica, qui comprend des morceaux à succès comme La Vida es dulce. En 2014 sort finalement El Pimiento indomable en collaboration avec Martín Buscaglia en España (Satélite K). Disco mestizo, fresco y salvaje; una unión de artistas tan inesperada como resplandeciente.
Pour la première fois de sa carrière, Kiko publie un double album live. Intitulé Doble vivo, il comprend un concert enregistré pendant le +Solo que la una (2014) et un à la Sala Apolo, pendant le Festival Connexions.

## Discographie

### Albums studio
- 1981 : Seré mecánico por ti (Epic)
- 1984 : Si tú, si yo (Epic)
- 1987 : Pequeño salvaje (Nuevos Medios)
- 1992 : Échate un cantecito (BMG Ariola)
- 1995 : Está muy bien eso del cariño (BMG)
- 1997 : Punta Paloma (BMG)
- 1998 : Puro veneno (BMG)
- 2000 : La familia pollo (BMG)
- 2005 : El hombre invisible (Nuevos Medios)
- 2010 : Dice la Gente (Warner)
- 2013 : Sensación térmica[15]

### Album live
- 2016 : Doble vivo

### Veneno
- 1977 : Veneno (CBS)
- 1989 : El Pueblo guapeao (Twins)

### Kiko Veneno y Pepe Begines
- 2002 :  Gira mundial (Elemúsica)

### Kiko Veneno y Martín Buscaglia
- 2014 : El Pimiento indomable[16]

### Compilations
- 2001 : Un ratito de gloria (BMG)